# Montillières-sur-Orne
Montillières-sur-Orne ist eine französische Gemeinde mit 561 Einwohnern (Stand 1. Januar 2022) im Département Calvados in der Region Normandie. Sie gehört zum Arrondissement Caen und zum Kanton Le Hom. 
Sie entstand als Commune nouvelle mit Wirkung vom 1. Januar 2019 durch die Zusammenlegung der bisherigen Gemeinden Trois-Monts und Goupillières, denen in der neuen Gemeinde der Status einer Commune déléguée jedoch nicht zuerkannt wurde. Der Verwaltungssitz befindet sich im Ort Trois-Monts.

## Gemeindegliederung
| Ortsteil                        | ehemaliger INSEE-Code | Fläche (km²) | Höhenlage (m) | Einwohnerzahl (2016) |
| ------------------------------- | --------------------- | ------------ | ------------- | -------------------- |
| Goupillières                    | 14307                 | 2,27         | 14–165        | 178                  |
| Trois-Monts (Verwaltungssitz)00 | 14713                 | 7,04         | 12–159        | 427                  |

## Lage
Nachbargemeinden sind Sainte-Honorine-du-Fay im Norden, Grimbosq im Osten, Les Moutiers-en-Cinglais im Südosten, Ouffières im Süden, La Caine im Südwesten und Préaux-Bocage im Westen.